# Лі Ок Сон
Лі Ок Сон (кор. 이옥성; нар. 7 лютого 1971, Чинджу, Південна Кьонсан) — південнокорейський боксер, чемпіон світу.

## Спортивна кар'єра

### Чемпіонат світу 2005
- В 1/16 переміг Ігоря Самойленко (Молдова) — 30-20
- В 1/8 переміг Ніколоза Ізорія (Грузія) — 26-17
- В 1/4 переміг Анвара Юнусова (Таджикистан) — 15-9
- В півфіналі переміг Роші Воррена (США) — 16-15
- У фіналі переміг Андрі Лаффіта (Куба) — 33-22

Лі Ок Сон став лише другим південнокорейським боксером — чемпіоном світу серед аматорів за всю історію чемпіонатів світу.

### Виступ на Олімпіаді 2008
- В першому раунді змагань переміг Роші Воррена — 9-8
- В другому раунді програв Валіду Черіфу (Туніс) — 5-11